# Edward L. Ayers
Edward Lynn Ayers (22 gennaio 1953) è uno storico statunitense, nono presidente dell'Università di Richmond (2007-2015) e uno dei pionieri della storia digitale.

## Carriera
Ayers si è laureato in studi americani dall'Università del Tennessee nel 1974 e ha ottenuto in seguito un master e un dottorato in studi americani all'Università di Yale. Negli anni ottanta ha lavorato come professore di storia e preside del College and graduate School of Arts and Sciences all'Università della Virginia. Durante la sua presidenza dell'Università di Richmond ha sviluppato The Richmond Promise, un piano strategico di cinque anni per individuare gli obiettivi prioritari dell'università. Oltre a tenere un seminario per il primo anno, Ayers è senior research fellow del Laboratorio Scolastico Digitale dell'Università, che elabora modelli per la storia americana tramite la creazione di strumenti digitali. Nel 2003 la Carnegie Foundation for the Advancement of Teaching ha nominato Ayers "Professore Nazionale dell'anno."
Ayers è l'autore di numerosi volumi e articoli riguardanti la storia degli Stati Uniti nel diciannovesimo secolo. Il suo libro In the presence of mine enemies: war in the heart of America, 1859-1863
, ha vinto il Premio Bancroft  e il Premio Beveridge per il miglior libro in inglese sulla storia delle Americhe dal 1492. The Promise of the New South: Life After Recostruction è stato finalista sia per il National Book Award  che per il Premio Pulitzer. Al suo libro più recente, The Thin Light of Freedom: The Civil War and Emancipation in the Heart of America è stato conferito il Premio Lincoln.

## Public History
Ayers è stato a capo di un programma della National Endowment for the Humanities che ha studiato la bozza preliminare del Proclama di emancipazione. Attualmente coordina il comitato decisionale del Future of Richmond's Past che promuove il dialogo e conversazioni inclusive sulla guerra civile americana e sull'Emancipation Day, per progredire in una migliore comprensione della storia condivisa di Richmond. Ayers è stato anche Senior Scholar per il programma Making Sense of the American Civil War, promosso in tutta la nazione dal national Endowment for the Humanities e dall'ufficio dedicato alle iniziative per il pubblico dell'American Library Association.
Ayers è uno dei tre conduttori del programma radio "BackStory with The American History Guys", che va in onda, ogni settimana, su 36 stazioni radio in tutti gli Stati Uniti ed è stato scaricato più di 2.7 milioni di volte tramite podcast. Il programma, che sceglie un tema presente nel dibattito pubblico e lo analizza in prospettiva storica, è stato trasmesso per la prima volta nel 2008 ed è supportato dalla Virginia Foundation for the Humanities e dal National Endowment for the Humanities.

## Digital History
Ayers è una figura centrale della storia digitale, in quanto co-fondatore sia dell'Institute for Advanced Technology in the Humanities che del Virginia Center for Digital History, del quale è stato direttore fino al 2001. Ayers ha ideato e supervisionato  il progetto Valley of the Shadow, uno dei primi archivi storici online, contenente lettere, diari, riviste, discorsi, dati demografici riguardanti la vita di due comunità contigue, la contea di Augusta in  Pennsylvania (nordista) e la contea di Franklin della Virginia (sudista). Le fonti raccolte coprono la vita delle due comunità prima, durante e dopo la Guerra Civile, in un periodo che va dalla fine del 1859 alla fine del 1970. Nel 2003 Ayers pubblica The Differences Slavery Made: a Close Analysis of two American Communities, un articolo costruito come sito internet basato interamente sulle fonti del progetto della Valley. Sempre relativamente al suo campo di studi sulla Guerra Civile, fa anche parte del comitato editoriale che si occupa della pubblicazione online delle carte del presidente Abraham Lincoln.
Il suo lavoro con il Digital Scholarship Lab all'Università di Richmond si concentra sulla visualizzazione di dati e la creazione di modelli sulla storia americana. I progetti includono Voting America, Visualizing Emancipation e Virginias's Secession Convention. Dal 2013, il laboratorio si occupa anche di sviluppare un atlante digitale di storia Americana grazie ad una borsa di studio ricevuta dalla Andrew W. Mellon Foundation.